# Otto Pfister (entrenador)
Otto Pfister (Colonia, 24 de noviembre de 1937) es un exfutbolista y exentrenador de fútbol alemán. A pesar de su procedencia, nunca ha entrenado un club de su país; habiendo desarrollado su carrera más bien en África y Asia.

## Carrera
Debutó como jugador en el año 1958 en FC Viktoria Colonia 1904 de Alemania, como futbolista jugó en diversos clubes de Suiza y Alemania, se retiró como jugador a comienzos del año 1972 y a poco tiempo empezó su carrera como entrenador en la selección de Ruanda, durante su carrera como entrenador dirigió más de once selecciones nacionales las cuales fueron (Ruanda, Burkina Faso, Arabia Saudita, Bangladés, Zaire, Senegal, Costa de Marfil, Trinidad y Tobago, Ghana y  Camerún). Logró participar con la selección de Togo en el Mundial de 2006 quedando en primera fase y fue subcampeón de la Copa Africana de 2008 con la selección de Camerún.

## Clubes

### Como jugador
| Club                     | País          | Año       |
| ------------------------ | ------------- | --------- |
| FC Viktoria Colonia 1904 | Alemania      | 1956-1958 |
| VfL Colonia 1899         | Alemania      | 1958-1959 |
| FC Chiasso               | Suiza         | 1960-1961 |
| FC Vaduz                 | Liechtenstein | 1961-1963 |
| FC Saint-Gall            | Suiza         | 1963-1966 |
| Nordstern Basel FC       | Suiza         | 1966-1968 |
| Moutier FC               | Suiza         | 1968-1969 |
| FC Coire 97              | Suiza         | 1969-1972 |

### Como entrenador
| Club                           | País              | Año       |
| ------------------------------ | ----------------- | --------- |
| Selección de Ruanda            | Ruanda            | 1972-1976 |
| Selección de Burkina Faso      | Burkina Faso      | 1976-1978 |
| Selección de Senegal           | Senegal           | 1979-1982 |
| Selección de Costa de Marfil   | Costa de Marfil   | 1983-1985 |
| Selección de Zaire             | Zaire             | 1985-1989 |
| Selección de Ghana             | Ghana             | 1989-1995 |
| Selección de Arabia Saudita    | Arabia Saudita    | 1997-1999 |
| Zamalek                        | Egipto            | 1999-2002 |
| Sfaxien                        | Túnez             | 2002-2005 |
| Selección de Togo              | Togo              | 2006      |
| Al-Merrikch                    | Catar             | 2006-2007 |
| Selección de Camerún           | Camerún           | 2007-2009 |
| Selección de Trinidad y Tobago | Trinidad y Tobago | 2011-2012 |
| Al-Merrikch                    | Catar             | 2014-2015 |
| Selección de Afganistán        | Afganistán        | 2017-2018 |